# 马恩海姆
马恩海姆是德国莱茵兰-普法尔茨州的一个市镇。总面积9.95平方公里，总人口1595人，其中男性788人，女性807人（2011年12月31日），人口密度160人/平方公里。